# The Infamous
The Infamous (с англ. — «Печально известный») — второй студийный альбом американского хип-хоп-дуэта Mobb Deep, выпущенный 25 апреля 1995 года на лейбле Loud Records.
В записи альбома приняли участие рэперы Nas, Raekwon, Ghostface Killah и Q-Tip, который также внёс свой вклад в продакшн и сведение. The Infamous ознаменовал переход Mobb Deep из относительно неизвестного рэп-дуэта к влиятельному и коммерчески успешному. Альбом был продан тиражом более 500 тысяч экземпляров в Соединённых Штатах и был сертифицирован RIAA как «золотой» спустя два месяца после выхода, 26 июня 1995 года. 21 февраля 2020 года альбом получил платиновый статус спустя почти 25 лет после выхода альбома.
Альбом дебютировал на 18 месте в чарте Billboard 200 и 3 месте в чарте Top R&B/Hip-Hop Albums в американском журнале Billboard. А также разместился на 111 месте в чарте UK Albums Chart в Великобритании. Альбом содержит четыре сингла, которые попали в чарты журнала Billboard: «Shook Ones Pt. II», «Survival of the Fittest», «Temperature’s Rising» и «Give Up the Goods (Just Step)». Песня «Shook Ones Pt. II» оказалась самой успешной в альбоме: в журнале XXL песня заняла 18 место в списке «250 величайших хип-хоп-песен 90-х» и 1 место в списке «50 величайших песен Mobb Deep», где песня «Survival of the Fittest» заняла 3 место.
Навязчивый стиль альбома, определяемый его запоминающимися мелодиями, резкими битами и лирикой, касающимися преступности и бедности в неблагополучных районах города, отражал тёмную сторону городского пейзажа Нью-Йорка в манере, которая получила особое признание и оценку критиков. Наряду с такими альбомами, как Enter the Wu-Tang (36 Chambers), Illmatic и Ready to Die, The Infamous широко известен как альбом, который внёс значительный вклад в «Ренессанс хип-хопа Восточного побережья». Кроме того, стиль продакшена альбома по-новому определил звучание хардкор-хип-хопа. Продакшн включает в себя жуткие фрагменты фортепиано, искажённые синтезаторы, хай-хэты, сыгранные восемью нотами, и редкие басовые линии. Большинство невошедших в альбом песен стали бонус-треками для альбома The Infamous Mobb Deep (2014).

## Об альбоме
Весной 1993 года, когда группа ещё находилась в позднем подростковом возрасте, Mobb Deep выпустили свой первый альбом Juvenile Hell (с англ. — «Юношеский ад») на лейбле 4th & B’way Records. Альбом включал в себя продакшн нескольких уважаемых нью-йоркских продюсеров, в том числе Large Professor, DJ Premier и партнёра Public Enemy — Kerwin Young, и содержал андеграундный сингл «Hit It from the Back». Из-за неспособности Juvenile Hell добиться значительного коммерческого и критического успеха, дуэт был исключен из лейбла через несколько месяцев после выпуска альбома. Havoc и Prodigy позже описали Juvenile Hell как «полезный опыт».
Летом 1993 года благодаря успеху первого сингла группы Wu-Tang Clan, «Protect Ya Neck», лейбл Loud Records искал другую группу для подписания контракта, и осенью 1993 года лейбл подписал Mobb Deep. Запись альбома началась в начале 1994 года и закончилась почти год спустя, в начале 1995 года. В отличие от первого альбома дуэта, The Infamous был почти полностью спродюсирован Havoc и Prodigy с помощью со стороны Matt Life, Schott Free и Q-Tip (отмечен как The Abstract). Продюсер Мэтт Лайф позже вспомнил об участии Q-Tip, заявив: «С самого начала Tip был очень вовлечён в The Infamous. Наверное, больше, чем люди знают. Tip был просто их фанатом, и я знал его с давних времён, поэтому он был очень полезен, давая им советы. Позже он пришёл на студийную сессию и сказал, что поможет сделать сведение для двух записей. А потом он закончил тем, что выбрал пару записей, которые они сделали, чтобы сделать заново. За исключением „Drink Away the Pain“, песни, которые спродюсировал Tip, уже были полноценными до того, как он добрался до них. Ему нравились тексты этих оригинальных песен, но он сделал новые биты. Это было то же самое название песни, тот же самый припев, те же самые рифмы, только новые биты.». Havoc позже прокомментировал: «Q-Tip определённо немного изменил свой стиль, чтобы поучаствовать в том, чем мы занимаемся. Как и в случае с „Drink Away the Pain“, вы видите, как он пытается быть гангстером в песне».
На решение группы взять на себя большую часть продакшена, Havoc позже прокомментировал: «Мы начали продюсировать сами, потому что другие продюсеры давали нам дерьмо, которое нам не нравилось, или они просто брали за музыку чересчур много денег. Я ничего не знал о создании музыки в то время, но я узнал, наблюдая за другими.» Стиль продакшена в The Infamous был частью изменения хип-хопа в Нью-Йорке от оптимистичного и джазового влияния до грубых, суровых битов. Этот стиль продакшена, часто характеризуемый диссонансом, минорными семплами и сильно фильтрованными басовыми линиями, стал отличительной чертой нью-йоркского рэпа середины 1990-х годов.

## Обложка альбома
Обложка для The Infamous была создана в районе Queensbridge Houses в Нью-Йорке фотографом Delphine A. Fawundu, которая позже прокомментировала фотосессию в книге Викки Тобак Contact High: A Visual History of Hip-Hop, «Я была вдохновлена тем, как все эти элементы соединились, делая Нью-Йоркский хип-хоп такой силой в то время. Я просто чувствовала себя такой мощной, и всё это происходило прямо перед моими глазами и моей камерой». В 2019 году фотографии из фотосессии с Mobb Deep были представлены на музейной экспозиции в The Annenberg Space for Photography в Лос-Анджелесе.

## Приём критиков
| Оценки критиков               | Оценки критиков |
| Источник                      | Оценка          |
| ----------------------------- | --------------- |
| AllMusic                      | [ 2 ]           |
| Encyclopedia of Popular Music | [ 14 ]          |
| Entertainment Weekly          | B+              |
| Los Angeles Times             | [ 16 ]          |
| NME                           | 8/10            |
| Pitchfork                     | 10/10           |
| Rolling Stone                 | [ 19 ]          |
| The Rolling Stone Album Guide | [ 20 ]          |
| The Source                    | 4.5/5           |
| Spin                          | 9/10            |

После его выхода The Infamous получил широкое признание критиков. Тиарра Мукерджи из Entertainment Weekly поставила ему оценку «B+», заявив: «В основном за счёт собственного продакшена и примитивных битов жёсткие рифмы пары рисуют пугающую картину жизни на их суровых улицах в нью-йоркских домах для бедных в Куинсбридже. Андеграудные рэп-головы и те, кто может отрываться от битов в джипах, будут радоваться.» Дмитрий Леже из The Source заявил: «Mobb Deep заслужил доверие, выиграв решающую битву между стилем и содержанием, показав кто настоящий, а кто фальшивый. Havoc и Prodigy просто сообщают о том, что они знают».
Эллиот Уилсон из журнала Vibe также написал положительный отзыв об альбоме и заявил: «Каждая песня — это отдельная глава в нелёгкой уличной жизни, которую Havoc и Prodigy пережили в своём районе Куинсбриджа… Описывая свою жизнь с жестоким реализмом и грубыми образами, любовь Хавока к своему родному городу поражает вас, словно возвращение Майка Тайсона.». Журнал Rolling Stone назвал его «мрачным нигилистическим шедевром».

### Ретроспектива
Начиная с его первого выпуска, The Infamous получил дополнительную оценку критиков и был широко расценён как краеугольный камень нью-йоркского хардкор-рэпа. Стив Хьюи из Allmusic присвоил ему пятизвёздочный рейтинг и прокомментировал: «The Infamous — это шедевр Mobb Deep, беспощадно мрачный цикл песен, который был провозглашён фанатами хардкор-рэпа как один из самых реалистичных гангстерских альбомов, когда-либо записанных…, он имеет всю предчувствующую атмосферу и тематический охват эпической криминальной драмы. Это отчасти связано с кинематографическим видением детальных повествований дуэта, но это также дань тому, насколько хорошо грубый, мрачный продакшн ассоциируется с миром, который изображает Мобб Дип». Хьюи далее заявил:
Это жёсткий андеграунд хип-хоп, который требует удовлетворения на своих собственных условиях, с несколькими мелодичными припевами, чтобы привлечь слушателя. Точно так же на картине улиц, которые Mobb Deep рисует здесь, мало удовольствия или облегчения: Они живут в зоне военных действий, где в воздухе постоянно висит преступность и паранойя. Банды связаны кодексом жестокой преданности, полностью полагаясь друг на друга в выживании в безнадёжной среде. Враждебные силы - полицейские, соперники, стукачи могут быть повсюду, и одна ошибка рядом с не тем человеком может означать тюрьму или смерть.
Steve Huey
В 2004 году журнал The Source заново оценил альбом, дав ему пять «микрофонов» и заявил, что «бандитское развлечение Prodigy и звуковое сопровождение Havoc на таких песнях, как пронизывающий до костей „Shook Ones Pt. II“ и… оказались вечными уличными песнями в том же духе, что и „Life’s a Bitch“ и „You Gots to Chill“. Альбом стал главным продуктом для всех жестоких правонарушителей, пришедших в игру». Rolling Stone также заново оценил альбом в 2004 году, дав ему максимальные пять звёзд, назвав The Infamous «одним из величайших рэп-альбомов [1990-х]». По аналогии с журналом The Source, журнал XXL дал альбому классический рейтинг «XXL» в своём ретроспективном выпуске 2007 года.

## Публикации в изданиях
- Информация о публикациях в изданиях альбома The Infamous взята с сайта acclaimedmusic.net[26], за исключением списков с дополнительными источниками.
- Звёздочка (*) обозначает неупорядоченные списки.

| Издание            | Страна         | Похвала                                                   | Год  | Позиция |
| ------------------ | -------------- | --------------------------------------------------------- | ---- | ------- |
| About.com          | США            | 100 величайших хип-хоп-альбомов                           | 2008 | 74      |
| About.com          | США            | Лучшие рэп-альбомы 1995 года                              | 2008 | 4       |
| Blender            | США            | 500 компакт-дисков, которые ты должен иметь перед смертью | 2003 | *       |
| The Source         | США            | 100 лучших рэп-альбомов всех времён                       | 1998 | *       |
| Vibe               | США            | 51 альбом, представляющий поколение, звук и движение      | 2004 | *       |
| Vibe               | США            | 150 альбомов, которые определяют эпоху Vibe (1992—2007)   | 2007 | *       |
| Vibe               | США            | 50 величайших альбомов с 93 года                          | 2013 | 26      |
| XXL                | США            | 40 лет хип-хопа: 5 лучших альбомов по годам               | 2014 | *       |
| Ego Trip           | США            | 25 величайших альбомов хип-хопа за 1980-98 годы           | 1999 | 2       |
| Spin               | США            | 300 лучших альбомов прошлых 30 лет                        | 2015 | 205     |
| Tom Moon           | США            | 1000 записей, которые нужно услышать перед смертью        | 2008 | *       |
| Hip Hop Connection | Великобритания | 100 величайших рэп-альбомов 1995—2005                     | 2005 | 4       |
| The Guardian       | Великобритания | 1000 альбомов, которые нужно услышать перед смертью       | 2007 | *       |
| Melody Maker       | Великобритания | Альбомы года                                              | 1995 | 28      |
| Pop                | Швеция         | Альбомы года                                              | 1995 | 11      |
| OOR                | Нидерланды     | Альбомы года                                              | 1995 | 43      |
| Spex               | Германия       | Альбомы года                                              | 1995 | 13      |
| Laut               | Германия       | Вехи                                                      | *    | *       |
| FNAC               | Франция        | Идеальная дискография: 823 обязательных альбома           | 2015 | *       |
| Porcys             | Польша         | 100 лучших альбомов 1990-х                                | 2013 | 99      |

## Shook Ones Pt. II
- Информация о публикациях в изданиях сингла «Shook Ones Pt. II» взята с сайта acclaimedmusic.net[29], за исключением списков с дополнительными источниками.
- Звёздочка (*) обозначает неупорядоченные списки.

| Издание          | Страна         | Похвала                                                                                          | Год  | Позиция |
| ---------------- | -------------- | ------------------------------------------------------------------------------------------------ | ---- | ------- |
| Robert Dimery    | США            | 1 001 песня, которую вы должны услышать, прежде чем умереть, и 10 001, которую вы должны скачать | 2012 | 1002    |
| Blender          | США            | Выдающиеся треки из 500 компакт-дисков, которые вы должны иметь                                  | 2003 | *       |
| Blender          | США            | 1001 лучшая песня для скачивания прямо сейчас!                                                   | 2003 | *       |
| Blender          | США            | 500 лучших песен 80-х-00-х годов                                                                 | 2005 | 140     |
| Ego Trip         | США            | 40 величайших хип-хоп-синглов 1980-98 годов                                                      | 1999 | 1       |
| Pitchfork        | США            | 500 песен The Pitchfork                                                                          | 2008 | *       |
| Pitchfork        | США            | Лучшие 200 (+ 400 «Смотрите также») треков 1990-х годов                                          | 2010 | 25      |
| QuestLove        | США            | 50 любимых песен                                                                                 | 2012 | 34      |
| Rolling Stone    | США            | 50 лучших песен девяностых                                                                       | 2016 | 22      |
| Spectrum Culture | США            | 100 лучших песен 90-х                                                                            | 2017 | 31      |
| The Source       | США            | 100 лучших рэп-синглов всех времён                                                               | 1998 | *       |
| The Source       | США            | Лучшие 151 рэп-песня всех времён                                                                 | 2003 | 53      |
| XXL              | США            | 40 лет хип-хопа: 5 лучших синглов по годам                                                       | 2014 | *       |
| XXL              | США            | 250 величайших хип-хоп-песен 90-х                                                                | 2011 | 18      |
| XXL              | США            | 50 величайших песен Mobb Deep                                                                    | 2012 | 1       |
| About.com        | США            | 50 великих хип-хоп-песен                                                                         | 2001 | 21      |
| Spin             | США            | Синглы года                                                                                      | 1995 | 15      |
| The Guardian     | Великобритания | История современной музыки                                                                       | 2011 | *       |
| Q                | Великобритания | Главная музыкальная коллекция                                                                    | 2005 | *       |
| Face             | Великобритания | Синглы года                                                                                      | 1995 | 42      |
| Spex             | Германия       | Лучшие синглы века                                                                               | 1999 | *       |

## Список композиций
| №   | Название                                                               | Автор(ы)                                                     | Продюсер(ы)                   | Длительность |
| --- | ---------------------------------------------------------------------- | ------------------------------------------------------------ | ----------------------------- | ------------ |
| 1.  | «The Start of Your Ending (41st Side)»                                 | Albert Johnson, Kejuan Muchita                               | Mobb Deep                     | 4:24         |
| 2.  | «The Infamous Prelude»                                                 |                                                              |                               | 2:12         |
| 3.  | «Survival of the Fittest»                                              | Johnson, Muchita                                             | Mobb Deep                     | 3:43         |
| 4.  | «Eye for a Eye (Your Beef Is Mines)» (при участии Nas и Raekwon)       | Johnson, Muchita, Nasir Jones, Corey Woods                   | Mobb Deep                     | 4:48         |
| 5.  | «Just Step Prelude»                                                    | Johnson, TaJuan Perry                                        |                               | 1:06         |
| 6.  | «Give Up the Goods (Just Step)» (при участии Big Noyd)                 | Johnson, Muchita, Jonathan Davis, Perry, Mayfield Small, Jr. | The Abstract                  | 4:02         |
| 7.  | «Temperature’s Rising» (при участии Crystal Johnson)                   | Johnson, Muchita, Davis, Patrice Rushen, Freddie Washington  | The Abstract, Mobb Deep (co.) | 5:00         |
| 8.  | «Up North Trip»                                                        | Johnson, Muchita                                             | Mobb Deep                     | 4:58         |
| 9.  | «Trife Life»                                                           | Johnson, Muchita, Michael Henderson                          | Mobb Deep                     | 5:19         |
| 10. | «Q.U. – Hectic»                                                        | Johnson, Muchita                                             | Mobb Deep                     | 4:46         |
| 11. | «Right Back at You» (при участии Ghostface Killah, Raekwon и Big Noyd) | Johnson, Muchita, Dennis Coles, Woods, Perry                 | Mobb Deep, Schott Free (co.)  | 4:52         |
| 12. | «The Grave Prelude»                                                    |                                                              |                               | 0:50         |
| 13. | «Cradle to the Grave»                                                  | Johnson, Muchita                                             | Mobb Deep                     | 4:57         |
| 14. | «Drink Away the Pain (Situations)» (при участии Q-Tip)                 | Johnson, Muchita, Davis, The Headhunters                     | The Abstract, Mobb Deep (co.) | 4:44         |
| 15. | «Shook Ones (Part II)»                                                 | Johnson, Muchita                                             | Mobb Deep                     | 5:24         |
| 16. | «Party Over» (при участии Big Noyd)                                    | Johnson, Muchita, Perry                                      | Mobb Deep, Matt Life (co.)    | 5:40         |

- «Up North Trip» исключён из кассетных версий альбома.

## Семплы
Информация о семплах была взята из сайтов Sampleface и WhoSampled.
- «The Start of Your Ending» содержит семпл из «Maybe Tomorrow» в исполнении Grant Green.
- «Survival of the Fittest» содержит семпл из «Skylark» в исполнении The Barry Harris Trio and Al Cohn.
- «Eye for a Eye» содержит семпл из «I Wish You Were Here» в исполнении Al Green.
- «Give Up the Goods» содержит семпл из «That’s All Right With Me» в исполнении Esther Phillips.
- «Temperature’s Rising» содержит семпл из «UFO» в исполнении ESG, «Where There Is Love» в исполнении Patrice Rushen, и интерполяцию из «Body Heat» в исполнении Quincy Jones.
- «Up North Trip» содержит семпл из «To Be With You» в исполнении The Fatback Band, и «I’m Tired Of Giving» в исполнении The Spinners.
- «Trife Life» содержит семпл из «You Are My Starship» в исполнении Norman Connors.
- «Q.U.-Hectic» содержит семпл из «Kitty With the Bent Frame» в исполнении Quincy Jones, и «Black Frost» в исполнении Grover Washington Jr.
- «Right Back at You» содержит семпл из «Benjamin» в исполнении Les McCann.
- «Cradle to the Grave» содержит семпл из «And If I Had» в исполнении Teddy Pendergrass.
- «Drink Away the Pain» содержит семпл из «I Remember I Made You Cry» в исполнении The Headhunters и «Fly, Fly, the Route, Shoot» в исполнении If.
- «Shook Ones Pt. II» содержит семпл из «Dirty Feet» в исполнении Daly Wilson Big Band, «Jessica» в исполнении Herbie Hancock, и «Kitty With The Bent Frame» в исполнении Quincy Jones.
- «Party Over» содержит семпл из «Lonely Fire» в исполнении Miles Davis, и «Outside Love» в исполнении Brethren.

## Участники записи
| - Havoc — исполнитель, продюсер - Prodigy — исполнитель, продюсер - Q-Tip — исполнитель, продюсер, сведение - Big Noyd — исполнитель - Raekwon — исполнитель - Nas — исполнитель - Ghostface Killah — исполнитель - Crystal Johnson — вокал - Matt Life — продюсер - Schott Free — продюсер | - Fal Prod — продюсер - Louis Alfred III — инженер - Tim Latham — инженер - Tony Smallos — инженер-миксер - Dino Zerros — инженер - Leon Zervos — мастеринг - Merge One — арт-дирекция - Chi Modu — фотография - Tami Cobbs — менеджмент - Sandra Bynum — менеджмент |

## Чарты

### Еженедельные чарты
| Чарт (1995)                            | Высшая позиция |
| -------------------------------------- | -------------- |
| UK Albums (Official Charts Company)    | 111            |
| США (Billboard 200)                    | 18             |
| США (Billboard Top R&B/Hip-Hop Albums) | 3              |

### Итоговые годовые чарты (альбом)
| Чарт (1995)                          | Позиция |
| ------------------------------------ | ------- |
| Top Billboard 200 Albums (Billboard) | 180     |
| Top R&B/Hip-Hop Albums (Billboard)   | 34      |

### Синглы
| 1995 | «Shook Ones Part II»                     | 59 | 52 | 7  |
| 1995 | «Survival Of The Fittest»                | 69 | 60 | 10 |
| 1995 | «Temperature’s Rising/Give Up The Goods» | -  | -  | 33 |

## Сертификации

### Альбом
| Регион | Сертификация | Продажи    |
| --- | ------------ | ---------- |
| США (RIAA) | Платиновый   | 1,000,000^ |
| * Данные о продажах приведены только на основе сертификации. ^ Данные о тиражах приведены только на основе сертификации. |              |            |